# Цфасман, Александр Наумович
Алекса́ндр Нау́мович Цфасман (1 [14] декабря 1906, Александровск, Российская империя — 20 февраля 1971, Москва, СССР) — советский пианист, композитор, аранжировщик, дирижёр, руководитель оркестра, публицист и общественный деятель. Один из родоначальников советского джаза, руководитель нескольких джазовых коллективов, в том числе художественный руководитель джаз-оркестра Всесоюзного радио (1939−1946). Заслуженный артист РСФСР (1957).

## Биография
Родился в Александровске (ныне Запорожье) в семье парикмахера Нохима-Ицхока Айзиковича (Наума Исааковича) Цфасмана (1875—1936), уроженца Петрикова (Мозырского уезда Минской губернии), и Перл Сруль-Иосифовны (Полины Израилевны) Цфасман (урождённой Гохгиле́рнт, 1886—1928). Это был второй брак отца.
Обучался игре на скрипке и фортепиано (с 7 лет), а с 12 лет поступил на фортепианное отделение музыкального техникума в Нижнем Новгороде, куда семья перебралась, спасаясь от еврейских погромов во время Гражданской войны. В тринадцать лет (1919) он получил первую премию за исполнение Одиннадцатой рапсодии Ференца Листа. Исполнитель на ударных инструментах симфонического оркестра в Нижнем Новгороде (1920—1923).
В 1923 году переезжает в Москву, где становится заведующим музыкальным отделом Московской драматической студии имени А. С. Грибоедова (1924—1925).
В 1925−1930 годах продолжил обучение в Московской консерватории (фортепианное отделение, класс профессора Ф. М. Блуменфельда), которую окончил с золотой медалью.

Он сумел выработать свой, неповторимый фортепианный стиль, который узнаётся мгновенно и запоминается на всю жизнь. Его красочный пианизм — брызжущая жизнелюбием виртуозность в сочетании с поэтическим изяществом — действовал и действует на слушателей, захватывая дух.
— «Полный Джаз»
В 1945 году впервые в Москве исполнил «Рапсодию в стиле блюз» Дж. Гершвина (Большой зал Московской консерватории, Оркестр всесоюзного радио под управлением Н. С. Голованова).
В 1966 году стал одним из учредителей и членом Международной джазовой федерации при ЮНЕСКО (в одной делегации с Уиллисом Коновером и Алексеем Баташевым).
Адрес в Москве: улица 1-я Тверская-Ямская, дом 20.
Александр Наумович увлекался разведением роз. «Дачный участок Цфасмана <...> напоминал настоящий розарий. <...> И каких только роз здесь не было! Алые и бархатные, белые и желтоватые, маленькие карликовые и огромные, размером чуть ли не со здоровенный подсолнух. <...>  Александр Наумович Цфасман честно тратил на любимые розы изрядную часть своих немалых гонораров».
Скончался в Москве. Похоронен на Ваганьковском кладбище (22 уч.).

## Творчество
Первые пьесы пишет в 1924 году: «Эксцентрический танец», «Грустное настроение» и другие.
Дирижёр, пианист и аранжировщик основанного им первого московского джазового оркестра «АМА-джаз» (1926−1930). Через год этот оркестр впервые исполнил джазовую музыку на радио и первым записал её на грампластинку («Аллилуйя»).
Оркестр выступал в саду «Эрмитаж», в ресторане «Казино» на Триумфальной площади, в фойе кинотеатров «Малая Дмитровка» (ныне Театр «Ленком»), «Первый Госкино» (ныне «Художественный»), «Динамо» (располагался под трибунами стадиона). Именно оркестр под управлением Цфасмана первым исполнил джазовую музыку по советскому радио в 1927 году. Осуществляются первые записи на грампластинки.

Многие деятели музыкальной общественности, впервые услышав Александра Цфасмана, восторженно отзывались о высокой исполнительской технике музыкантов, но в особенности — их лидера, пианиста-виртуоза Александра Цфасмана. О его оригинальных колоритных аранжировках известных произведений в музыкальных кругах уже тогда слагали настоящие легенды.
Исаак Дунаевский, очень интересовавшийся джазом, неоднократно посещал репетиции ансамбля. А молодой композитор и пианист, киевлянин Артур Полонский, посвятил Цфасману свою первую джазовую композицию «Джаз-фокстрот»

В начале 1930-х годов Цфасман работал некоторое время тапёром, иллюстратором в кино, затем — концертмейстером училища Большого театра (1933—1934). Тридцать лет в репертуаре выдающегося танцовщика Асафа Мессерера была специально для него написанная Цфасманом и поставленная Игорем Моисеевым хореографический номер «Футболист».
В 1932 году Цфасман организовал ансамбль «Московские ребята», известный как «джаз-оркестр Александра Цфасмана». Ансамбль выступал в ресторане «Савой», гастролировал по стране, в 1936 году принял участие в московских «Вечерах джаза». Одновременно Александр Цфасман выступает в 1930-е годы и как пианист с сольными программами. Пианистический талант Цфасмана вызывал восхищение выдающихся музыкантов: А. Б. Гольденвейзера, К. Н. Игумнова, Г. Г. Нейгауза, Д. Д. Шостаковича.

Это было в начале 1950-х годов. Шостакович написал музыку к фильму «Незабываемый 1919-й» и попросил Цфасмана исполнить партию фортепиано в большом оркестровом эпизоде — «нечто вроде концерта», как сказал сам композитор.
«Для Вас это не представит трудности, — писал Шостакович Цфасману. — Сам же я сыграть не могу»

С 1939 по 1946 год являлся художественным руководителем джаз-оркестра Всесоюзного радио. В разное время с оркестром выступали известные певцы — Иван Козловский, Сергей Лемешев, Надежда Казанцева, Клавдия Шульженко, Марк Бернес, Иван Шмелёв, Владимир Бунчиков, Павел и Михаил Михайловы, Ефрем Флакс, Ружена Сикора.
Здесь начинали и работали известнейшие музыканты: Михаил Фрумкин, Эмиль Гейгнер, Александр Ривчун, Валентин Берлинский, Игорь Гладков. Звезда известнейшего артистичного советского ударника Лаци Олаха взошла и сияла именно в оркестре Цфасмана.

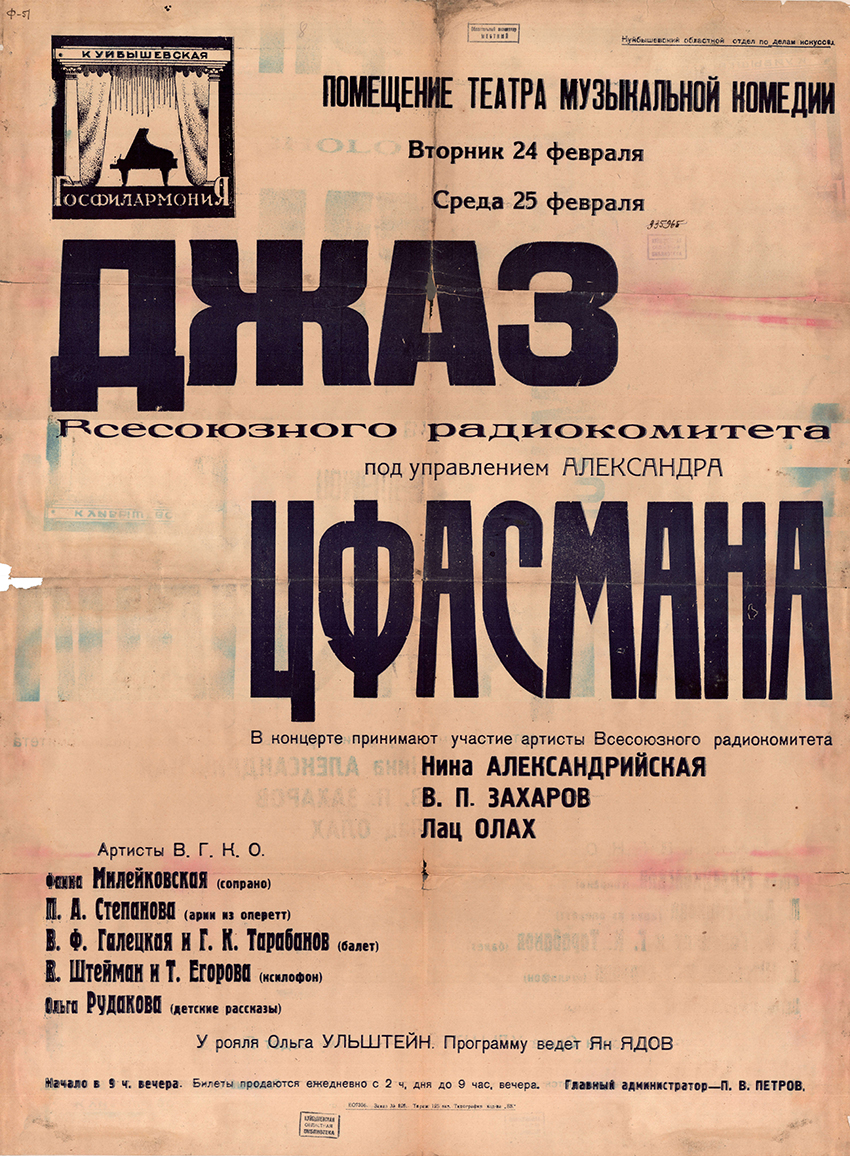
Афиша Джаз-оркестра под управлением Александра Цфасмана, Куйбышев, 1942.jpg

В годы Великой Отечественной войны джаз-оркестр ВРК был сначала эвакуирован в Куйбышев, где продолжил давать концерты (1941-1942), а затем выступал с концертами на фронтах. Александр Цфасман написал ряд песен на военные темы («Весёлый танкист», «Молодые моряки»). Цфасман был одним из первопроходцев стиля свинг в Советском Союзе. С 1944 года (после открытия Второго фронта) в репертуаре оркестра звучало всё больше произведений западных авторов («Лирический фокстрот» Д.Керна и др.), появились «фирменные» аранжировки в свинговой манере американских биг-бэндов, а в год Победы оркестр исполнил впервые в Москве «Рапсодию в блюзовых тонах» Дж. Гершвина (в Колонном зале Дома Союзов и Большом зале консерватории).
С 1946 года — заведующий музыкальной части эстрадного театра «Эрмитаж». Писал музыку к кинофильмам и театральным постановкам.
В марте 1955 года (с оркестром под управлением Николая Аносова), в Колонном зале Дома Союзов исполнил «Рапсодию в стиле блюз» Дж. Гершвина. В декабре 1956 года (там же) состоялся юбилейный концерт (50-летие и 40-летие творческой деятельности) Цфасмана. В декабре 2002 года, в день его рождения, на афише Большого зала Московской Консерватории вновь было написано имя Цфасмана и впервые звучала его музыка в исполнении Саратовского джаз-оркестра «Ретро» (в рамках персонального абонемента Алексея Баташева).
В 2000 году в серии «Антология джаза» вышел альбом Цфасмана «Утомлённое солнце» (записанный на CD), включающий в себя лучшие инструментальные и вокальные пьесы композитора.
14 декабря 2006: 100-летие Цфасмана было отмечено в Колонном Зале Дома Союзов. К этой дате Саратовский джаз-оркестр Ретро восстановил более 30 подлинных партитур оркестра Цфасмана. 5 марта 2015 года в концертном зале Московской филармонии «Филармония-2» (Олимпийская деревня) состоялся музыкальный спектакль в двух отделениях «Играем Цфасмана». Придумал спектакль по произведениям Александра Цфасмана заслуженный артист России композитор Александр Покидченко и участники Творческого содружества музыкантов. Премьера спектакля состоялась 25 марта 2014 года в театральном зале ММДМ. Вокальные партии исполняли солистка Большого театра Венера Гимадиева (сопрано), актёр театра и кино Андрей Анкудинов, Наталья Попова, Ксения Грачёва, Ирина Сурина и А capella группа «Бродвей». Специальным гостем спектакля был народный артист России, выдающийся джазмен современности Анатолий Кролл.

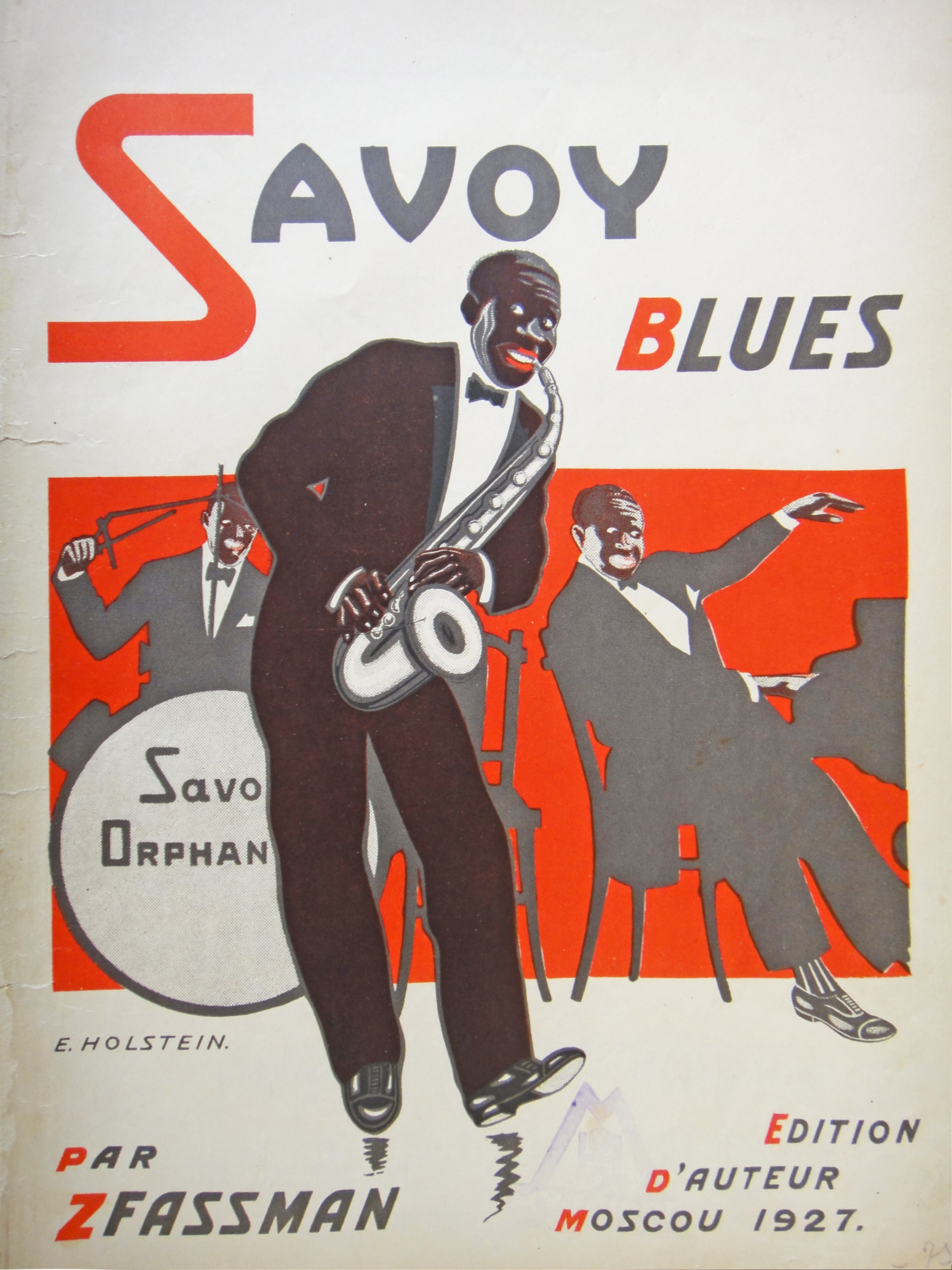
Савой-блюз, А. Цфасман. Ноты, первое издание, Москва, 1927 (художник Гольштейн)

## Семья
- Первая жена — Гертруда Грандель (1920—1969), американка, приехавшая в СССР из Детройта в Петрозаводск в 1935 году вместе с родителями. Родители были репрессированы[19]. Училась в Ленинградской консерватории, работала в Радиокомитете Карелии в Петрозаводске[20], выступала в эстрадных программах (в том числе в Театре «Эрмитаж»[21]); не позднее 1937 года познакомилась с Цфасманом[22], существует запись на грампластинке, где она играет на маримбе в дуэте с мужем (фортепиано)[23]. Через некоторое время Г. Грандель удалось уехать обратно в США[24].
  - Сын — Роберт Александрович Цфасман (1939—2010), после развода родителей жил с отцом. Журналист, переводчик. Окончил филологический факультет МГУ им. М. В. Ломоносова. Более 30 лет проработал в Агентстве печати «Новости» в редакции журнала «Soviet Life». Трагически погиб зимой 2010 года: поскользнувшись, попал под колеса троллейбуса.
- Вторая жена — Ксения Григорьевна Кухтина (1914—2001), окончила балетную школу Большого театра, танцовщица мюзик-холла. После замужества посвятила себя семье.

Его сестра, Адель Наумовна Цфасман (1915—1992), концертмейстер, работала в Горьковской филармонии.

## Произведения

### Симфонические произведения
- 1927 — Савой-блюз для фортепиано (посвящён лондонскому джаз-банду The Savoy Orpheans);
- 1931 — Балетная сюита «Рот-фронт» для оркестра;
- 1941 — Концерт для фортепиано с джаз-оркестром;
- 1944 — Интермеццо для кларнета и джаз-оркестра (посвящено Бенни Гудмену);
- 1945 — Сюита для фортепиано с оркестром;[25]
- 1956 — Концерт для фортепиано с симфоническим оркестром.
- 1965 — «Спортивная сюита» для симфоджаза;
- Неизвестный год (?) — «Фантазия на темы песен Блантера» для фортепиано;
- Неизвестный год (?) — танцевальные пьесы «Я люблю танцевать», «Ожидание» для ансамбля.

### Фильмография
Написал музыку к кинофильмам:
1. 1948 — «Страницы жизни»
2. 1953 — «Тарапунька и Штепсель под облаками» (короткометражный)
3. 1954 — «Весёлые звёзды» (совместно с Исааком Дунаевским)
4. 1955 — «Секрет красоты» (короткометражный)
5. 1955 — «За витриной универмага»

А также к мультфильмам:
1. 1937 — «Шумное плавание» (совместно с Алексеем Соколовым-Каминым)
2. 1953 — «Лесной концерт»

### Музыка к театральным спектаклям
- 1948 — «Под шорох твоих ресниц» (Центральный театр кукол)

### Эстрада
Автор песен «В дальний путь», «На берегу моря», «Неудачное свидание»,
«Как же мне забыть», «Тебя здесь нет», «Я не прощаюсь», «Случайная встреча»,
«Песенка для родителей»,
"Потому что у меня есть ты", 
музыки к песне «Три вальса».

## Записи

### Записи оркестра под управлением Цфасмана
- 1937 — «В дальний путь», «На берегу моря», «Неудачное свидание», «Расставание» (обработка известного польского танго «Последнее воскресенье»).
- 1938 — композиции «Звуки джаза», «Фокс-краковяк», «О’кэй», «Весёлая прогулка», «Последний летний день», «Мне грустно без тебя», «Я люблю танцевать»; песни «Как же мне забыть», «Тебя здесь нет», «Я не прощаюсь», «Случайная встреча».
- 1939 — «Я жду письма», «Никто Вас не заменит», «Анна», «Воспоминание», «Лодочка», «Возврата нет», «Парень с юга», «Лунный вечер», «Свидание с любимой», «Я в хорошем настроении».

### Записи Цфасмана как аккомпаниатора
- 1946 — «Когда проходит молодость», «Домик на Лесной» (аккомпанирует Леониду Утёсову).

### Участие в записи музыки к кинофильмам
- 1947 — «Русский вопрос» (реж. М. Ромм)
- 1949 — «Встреча на Эльбе» (реж. Г. Александров, музыка Дмитрия Шостаковича)

Александр Наумович вспоминал: «Я ехал домой к Дмитрию Дмитриевичу и, признаюсь, сильно сомневался. Шостакович и джаз, что тут общего? Но едва я взглянул в партитуру, сомнения мои улетучились. Остроритмичная, напористая музыка, безукоризненно точная по стилю, с интересными тембровыми находками — это был настоящий джаз без какого-либо намека на стилизацию. Дмитрий Дмитриевич сказал мне, что перед написанием музыки он подолгу слушал советские и зарубежные джазовые записи, и многое постиг интуитивно. Знакомство с Шостаковичем, соприкосновение с его музыкой было для меня даром судьбы», — закончил свой рассказ Александр Наумович.

## Награды, память
- Заслуженный артист РСФСР (1957)

Мурал в Запорожье

- На Площади звёзд эстрады в Москве был установлен памятный знак Цфасману за большие заслуги перед культурой (1998)[2]
- В 2020 году портрет Цфасмана украсил стену Дома Лещинского в Запорожье где жил музыкант. Мурал в стиле поп-арт выполнил художник Александр Корбан[29][30].